# Pericoma symphylia
Pericoma symphylia és una espècie d'insecte dípter pertanyent a la família dels psicòdids que es troba a Centreamèrica: l'illa de Barro Colorado (Panamà).